# Globalizzazione culturale
La Globalizzazione culturale si riferisce alla trasmissione di idee, significati e valori in tutto il mondo in modo tale da estendere e intensificare le relazioni sociali in contesto di globalizzazione.
Questo processo è caratterizzato dal consumo comune di culture che sono state diffuse da Internet, dai mass media della cultura popolare e dai viaggi internazionali. Questi aspetti si sono aggiunti ai processi di scambio di merci e colonizzazione che hanno una storia antecedente di interscambio culturale in tutto il mondo. La circolazione delle culture consente agli individui di prendere parte a relazioni sociali estese che attraversano i confini nazionali e regionali. La creazione e l'espansione di tali relazioni sociali non si osservano semplicemente a livello materiale. La globalizzazione culturale implica la formazione di norme e conoscenze condivise con cui le persone associano le loro identità culturali individuali e collettive. Tutti questi aspetti portano una crescente interconnessione tra diverse popolazioni e culture.
L'idea di globalizzazione culturale è emersa alla fine degli anni '80, ma è stata ampiamente diffusa dagli accademici occidentali durante gli anni '90 e l'inizio degli anni 2000. Per alcuni ricercatori, l’idea della globalizzazione culturale è una reazione alle affermazioni fatte dai critici dell’imperialismo culturale negli anni ’70 e ’80.